# Mamitu Daska
Mamitu Daska (ur. 16 października 1983 w Liteshoa) – etiopska lekkoatletka specjalizująca się w biegach długich.
Złota oraz dwukrotna srebrna medalistka mistrzostwa świata w przełajach w drużynie. Dwukrotna medalistka igrzysk afrykańskich – na igrzyskach w Maputo wywalczyła srebrny medal, natomiast na igrzyskach w Brazzaville zdobyła złoty medal (oba medale otrzymała w konkurencji półmaratonu).

## Rekordy życiowe
- bieg na 10 000 metrów – 30:55,56 (2015)
- półmaraton – 1:06:27 (2015)
- bieg maratoński – 2:21:59 (2011)